# Jean II de Luxembourg-Ligny
Pour les articles homonymes, voir Jean de Luxembourg et Jean II.
Jean de Luxembourg, né en 1392, mort à Guise le 5 janvier 1441, fut comte de Guise de 1425 à 1441 et de Ligny-en-Barrois de 1430 à 1441.

## Biographie
Jean de Luxembourg est le fils de Jean de Luxembourg-Ligny, seigneur de Beauvoir (ancien nom de Beaurevoir), et de Marguerite d'Enghien, comtesse de Brienne et de Conversano ; et petit-fils de Guy de Luxembourg, comte de Ligny, et de Mahaut de Châtillon, comtesse de Saint-Pol. Son nom vient du fait qu'il était un descendant de 6e génération de Henri V, comte de Luxembourg, appartenant donc à la branche française de la maison de Luxembourg.
Au début de sa carrière, il se met au service du duc de Bourgogne, Jean sans Peur, qui le nomme gouverneur d'Arras en 1414. En 1418, il délivre Senlis assiégé par les Armagnacs, puis fut gouverneur de Paris de 1418 à 1420.
Puis il se tourna vers la terre de Guise. En effet, cette seigneurie avait été autrefois tenue par les Châtillon comtes de Saint-Pol et Jean, descendant des Châtillon-Saint-Pol, revendiqua la possession de ce fief, dont l'importance stratégique augmentait en raison de l'unification des Pays-Bas par les ducs de Bourgogne. Il se fit confirmer ses droits par le duc de Bedford, régent de France au nom de son neveu Henri VI, et prit le château en 1425.
En janvier 1430, il devint membre fondateur de l'ordre bourguignon de la Toison d'Or.
En mai 1430, Jeanne d'Arc défendait Compiègne que tentaient de prendre les Bourguignons. Au cours d'une sortie de Jeanne d'Arc, les vassaux de Jean de Luxembourg, le bâtard de Wandonne et Antoine de Bournonville la firent prisonnière et la livrèrent à Jean de Luxembourg, qui la vendit aux Anglais pour la somme de 10 000 livres.
En 1435, il refusa de signer le traité d'Arras, qui mettait fin au conflit franco-bourguignon. Charles VII était sur le point de monter une opération pour le mettre au pas, quand il mourut en 1441. Le roi de France confisqua alors ses possessions, mais finit par les rendre à titre viager au neveu et héritier de Jean de Luxembourg. Il est enterré dans la cathédrale de Cambrai.
Il avait épousé en 1418 Jeanne de Béthune († 1449), fille de Robert VIII de Béthune († 1408), vicomte de Meaux, et d'Isabelle de Ghystelles († ap.1438). Ce mariage demeura stérile, bien que Jeanne eût une fille, Jeanne de Marle, de son précédent mariage avec Robert de Bar (ou de Marle). Jean II organisa le mariage de ladite Jeanne de Marle avec son neveu et héritier, le futur connétable Louis de Luxembourg.